# Somadi
Somadi (nep. सोमादि) – gaun wikas samiti w zachodniej części Nepalu w strefie Lumbini w dystrykcie Palpa. Według nepalskiego spisu powszechnego z 2001 roku liczył on 572 gospodarstw domowych i 2946 mieszkańców (1656 kobiet i 1290 mężczyzn).